# Vistula Valles
Vistula Valles (Dolina Wisły) – dolina na powierzchni Marsa o długości 190 km, 23,5° szerokości północnej i na 102,5° długości zachodniej. Nadana w 1985 nazwa nawiązuje do łacińskiej nazwy Wisły.